# Траян Гоцевски
Траян Гоцевски (на македонска литературна норма: Трајан Гоцевски) е политик от Северна Македония.

## Биография
Роден е на 20 януари 1950 година в царевоселското село Селник, тогава в Югославия. Основното си и средно образование завършва в Царево село (Делчево). През 1973 година завършва Икономическия факултет на Скопския университет. През 1982 година завършва магистратура в областта на икономиката под името „Развитие на дребното стопанство“. През 1987 защитава докторска дисертация на тема „Взаимозависимостта и влиянието на подготовката за отбрана и стопанското развитие“. Започва да работи във фабриката „Фротирка“ в Царево село. През 1974 година става председател на Изпълнителния комитет на община Царево село. От 1978 е съветник в правителството на Социалистическа република Македония. През 1988 година става доцент във Философския факултет в Скопие, а през 1995 година и редовен професор. През 1992 за кратко е министър на отбраната. Издава около 40 книги и 160 труда.